# Pierre Flaust
Pierre Marie Jean-Baptiste Flaust est un homme politique français né le 19 octobre 1762 à Rouen (Normandie) et mort le 20 février 1824 à Saint-Sever (Calvados).
Lieutenant général du bailliage de Vire, membre de l'Assemblée et de la Commission intermédiaire provinciale de la généralité de Caen (actuel Calvados). Il est élu député du bailliage de Caen aux États-généraux, le 25 mars 1789, où il se montre peu actif. Il était, en 1812, conseiller-général du Calvados, membre du collège électoral et de la Société d'agriculture et de commerce de Caen. Il est de nouveau député du Calvados pendant les Cent-Jours, en 1815.

## Sources
« Pierre Flaust », dans Adolphe Robert et Gaston Cougny, Dictionnaire des parlementaires français, Edgar Bourloton, 1889-1891 [détail de l’édition]